# Dolina Branice
Dolina Branice este o arie protejată (arie specială de conservare — SAC, sit de importanță comunitară — SCI) din Slovenia întinsă pe o suprafață de 6.313,15 ha, integral pe uscat.

## Localizare
Centrul sitului Dolina Branice este situat la coordonatele 45°49′16″N 13°53′56″E / 45.8211°N 13.8988°E.

## Înființare
Situl Dolina Branice a fost declarat sit de importanță comunitară în aprilie 2004 pentru a proteja 13 specii de animale. Situl a fost protejat și ca arie specială de conservare în februarie 2012.

## Biodiversitate
Situată în ecoregiunea continentală, aria protejată conține 4 habitate naturale: Formațiuni de Juniperus communis pe lande sau pajiști calcaroase, Pajiști carstice calcaroase sau bazofile, de Alysso-Sedion albi, Pajiști uscate din regiunea submediteraneeană estică (Scorzoneratalia villosae), Păduri ilirice de stejar și carpen (Erythronio-Carpinion).
La baza desemnării sitului se află mai multe specii protejate:
- amfibieni (3): izvoraș-cu-burta-galbenă (Bombina variegata), Rana latastei, Triturus carnifex
- mamifere (2): liliac cărămiziu (Myotis emarginatus), liliacul mare cu potcoavă (Rhinolophus ferrumequinum)
- nevertebrate (6): fluturele-tigru (Callimorpha quadripunctaria), Carabus variolosus, croitorul mare al stejarului (Cerambyx cerdo), Cordulegaster heros, rădașcă (Lucanus cervus), croitorul cenușiu al stejarului (Morimus funereus)
- pești (2): Barbus plebejus, Lethenteron zanandreai